# Balearosaurus
Balearosaurus es un género de eureptil captorrínido moradisaurino del Pérmico de Menorca (Islas Baleares, Mediterránea occidental) representado por una única especie, B. bombardensis. Se conoce por un fragmento de maxilar que conserva parcialmente tres hileras de dientes, que presentan una característica ornamentación formada por pequeños surcos longitudinales. Además, se ha identificado otro posible ejemplar que consiste en un fragmento distal de dentario, una vértebra dorsal, una vértebra caudal, un posible arco hemal, un ilion, un pubis y un fragmento de tibia. Los dos ejemplares de los que se han encontrado restos eran de gran tamaño, siendo de los captorrínidos más grandes conocidos.

## Paleoecología y edad
Los fósiles de Balearosaurus bombardensis se han encontrado en ambientes fluviales y de llanura de inundación . Concretamente, la unidad P3 del Pérmico de Menorca se ha interpretado como los depósitos de una llanura aluvial atravesada por ríos meandriformes, y esporádicamente episodios de más alta energía, como riadas. Es posible que estos animales vivieran junto a los ríos, en un contexto climático generalmente semiárido. Los moradisaurinos se han interpretado como grandes herbívoros, y, en Menorca, durante el Pérmico, la mayoría de la vegetación se concentraba en los márgenes de los ríos debido a la gran aridez del clima.
La datación de los fósiles de Balearosaurus bombardensis es poco clara dentro del Pérmico. La parte superior de la unidad P3 se ha datado dentro del Pérmico superior, pero los fósiles de esta especie provienen de la parte inferior y media de esta unidad. Por eso, es posible que Balearosaurus bombardensis viviera en Menorca durante el Pérmico superior o el Pérmico medio .